# Динамо (стадіон, Москва)
Стадіон «Динамо» (офіційна назва — Центральний стадіон «Динамо» імені Льва Яшина»; рос. Центральный стадион «Динамо» имени Льва Яшина) — колишній стадіон у Москві, домашній стадіон футбольного клубу «Динамо». Розташований в районі Аеропорт Північного адміністративного округу. Знесений в 2012 році.

## Історія

### Від Всесоюзної Спартакіади до Олімпіади-80, 1928—1977
Перший стадіон футбольної команди московського спортивного товариства «Динамо» відкрився в 1923 році на пустирі біля дитячої лікарні імені Святої Ольги в Орлово-Давидівському провулку. У першій черзі ентузіасти та члени товариства обладнали футбольне поле, оточили його 3 рядами лавок, організували декілька спортивних майданчиків й звели невелику будівлю, де розмістилися роздягальні та склад спортінвентарю. У другій черзі, яку здали в травні 1924 року, на стадіоні з'явилася роздягальня з гарячим душем, яка розташувалася в колишній будівлі моргу. З розширенням товариства та зростанням популярності команди число вболівальників на змаганнях зросла до 5 тисяч осіб. Поступово назріла потреба в просторішому стадіоні з кількома полями, просторими роздягальнями й кімнатами для зборів — капітани були змушені вести навчальний процес в службовому приміщенні товариства у Кримського моста.
Матеріальне становище товариства почало зміцнюватися зі створенням комерційного відділу, який очолили економісти Олександр Лур'є і Семен Лоєвський. Вони організували при суспільстві артілі й підприємства з випуску спортивних товарів, розгорнули виробництво в майстернях при трудових комунах колишніх безпритульних. До 2-ї половині 1926 року наповнення скарбниці товариства дозволило почати пошук місця для побудови нової спортивної споруди. Після тривалих обговорень вибір зупинився на ділянці на перетину Московської й Театральної алей Петровського парку. Проєкт стадіону розробили архітектори Аркадій Лангман і Лазар Черіковер. Перший час будівництво трималося на ентузіазмі динамівської й міської молоді, яка виходила працювати у вихідні дні. У 1927 році на високому урядовому й партійному рівні було прийнято рішення про проведення в ознаменування 10-річчя радянської влади Всесоюзної спартакіади, будівництво стадіону стало завданням державної значимості.
17 серпня 1928 стадіон офіційно відкритили матчем футбольного турніру Спартакіади, в якому зустрілися збірні Білоруської РСР й робочих клубів Швейцарії. Відкриття Спартакіади коментував Вадим Синявський, в майбутньому — відомий радянський спортивний коментатор. 29 травня 1929 року Синявський провів перший в СРСР спортивний репортаж, який широко транслювався в радіоефірі: на футбольному полі зустрілися збірні Українською РСР та РРФСР. У серпні 1929 року на стадіоні пройшов перший Всесоюзний зліт піонерів.
До відкриття Спартакіади були зведені 3 бетонні трибуни на 25 тисяч глядачів, які піднялися на висоту 16 метрів. У плані стадіон з прямими північною та південною трибунами й напівкруглої західною, де розташовувався головний вхід, нагадував витягнуту напівокруглу підкову. Під трибунами розташовувалися 3 спортивні зали для гімнастики, боксу й боротьби, 2 тири на 50 і 100 метрів, роздягальні та душові, кабінети лікарів та службові приміщення. На схід від стадіону на території Петровського парку розташовувалися запасне футбольне поле, 4 баскетбольні майданчики, 4 городківські майданчики, 7 літніх тенісних кортів. У 1929 році на стадіоні відкрився трек з перепадами висот, який за оригінальною задумкою архітекторів оперізував поле широкою стрічкою й примикав до гаревої легкоатлетичної доріжки. Поєднання траси зі стадіоном виявилося невдалим рішенням: мотоциклісти й велосипедисти заважали іншим спортсменам, а трек через недостатність кута нахилу був незручний для змагань. Згодом траса не використовувалася за призначенням: в дні значних змагань там встановлювалися лавки з міських скверів і парків, на яких розташовувалися додаткові глядачі.
Стадіон став великим спортивним «комбінатом», де могли одночасно займатися близько 2000 спортсменів — у 10—20 разів більше, ніж на старих стадіонах. Відкриття футбольного стадіону також сприяло популяризації футболу: якщо в 1924 році найбільший московський стадіон імені В. В. Воровського зібрав 15 тисяч глядачів на перший матч між збірними СРСР і Туреччини, до 1930-го року матчі відвідували до 45—50 тисяч уболівальників. В 1934—1936 рр. стадіон був реконструйований, завершилася друга черга будівництва. Була зведена східна трибуна, яка замкнула підковоподібне півколо трибун. Будівельники демонтували трек, поглибили футбольне поле на 3 метри і звели додатковий нижній ярус трибун. Місткість стадіону зросла до 53 445 глядачів, з урахуванням широкого верхнього майданчика, звідки змагання можна було спостерігати стоячи, — до 70—80 тисяч. У підтрибунних приміщеннях відкрилися 3 зали, призначені для занять важкою атлетикою, фехтуванням і боротьбою, гребний басейн, кінотеатр, ресторан. 29 травня 1936 року стадіон прийняв перший матч Кубка СРСР з футболу, 28 серпня — його фінал («Локомотив» (Москва) — «Динамо» (Тбілісі), 2:0). До 1938 року в Петровському парку були відкриті малий стадіон на 10 тисяч глядачів і криті тенісні корти, з якими загальна площа стадіону збільшилася з 22 до 36 гектарів. У травні 1938 року біля стадіону відкрилася станція метро «Динамо». Розташований у парку стадіон з прикрашеними квітами алеями став популярним місцем відпочинку москвичів.
Останній передвоєнний матч пройшов на стадіоні між московським «Динамо» й сталінградським «Трактором» 19 червня 1941 року. У роки Німецько-радянської війни на стадіоні був організований військово-вишкільний табір, де з 27 червня 1941 року розпочали формуватися загони Окремої мотострілецької бригади особливого призначення НКВС СРСР. Бригада була укомплектована чекістами, слухачами Вищої прикордонної школи і Центральної школи НКВС, студентами Державного центрального інституту фізичної культури, динамівцями й членами інших спортивних товариств. У приміщеннях тиру була розгорнута підготовка снайперів. Стадіон був замаскований від авіанальотів, взимку 1942 року на футбольному полі були висаджені молоді ялинки. З переміщенням фронту на захід на стадіоні поновилися спортивні змагання: 18 июля 1944 роки після довгої перерви команда «Динамо» прийняла суперників з «Торпедо» (3:2), через місяць на стадіоні відбувся фінал першого за 5 років Кубка СРСР («Зеніт», Ленінград — ЦСКА, Москва, 2:1). Перший матч мирного часом 3 липня 1945 року послужив початком футбольного «буму» в СРСР. В 1947 році на стадіоні з особливою помпезністю проходили святкові заходи, присвячені 800-річчю Москви.
У 1953 році на стадіоні було введено регулярне електричне освітлення. Перші спроби висвітлювати ігрове поле, щоби проводити змагання у вечірні години, не відволікаючи шанувальників спорту від роботи, відносяться до 1930-х років. Восени 1933 років декілька матчів пройшли при світлі підвісних електричних ламп, але рівень освітлення виявився недостатнім. У 1940 році по кутах стадіону були встановлені високі вишки з прожекторами, при світлі яких московське «Динамо» прийняло динамівців з Риги (4:2), але тоді електроосвітлення було визнано економічно недоцільним, і ця думка змінилася тільки з ростом популярності футболу. З відкриттям у 1956 році Великої спортивної арени Центрального стадіону імені В. І. Леніна в Лужниках стадіон «Динамо» втратив статус головного стадіону країни, але не втратив ролі в спортивному житті СРСР і Москви. У 1957 році на його території розпочав роботу плавальний басейн. У 1964 році на стадіоні з'явилося електронне світлове табло, яке замінило вежі східної трибуни, на які аршинними літерами позначалися найменування команд і рахунок матчу.

### Від Олімпіади-80 до початку реконструкції 2000-х років, 1977—2010
Планувалося, що стадіон стане одним з основних майданчиків Літніх Олімпійських ігор 1980 року в Москві, тому в 1977—1979 роках стадіон пройшов капітальну реконструкцію. Північна, південна й східна трибуни були демонтовані й знову зведені. Підтрибунні приміщення були оновлені, над стадіоном було піднято 4 високі щогли для прожекторів, які дозволили транслювати олімпійські змагання в кольорі. Були побудовані адміністративна будівля й готель, введені в експлуатацію футбольно-легкоатлетичний манеж, гімнастичний зал та ковзанка зі штучним льодом, будівництво яких велося з 1971 року. Під час Олімпіади-80 стадіон прийняв футбольний турнір. Стадіон приймав матчі збірних СРСР і Росії, фінали кубка, а з кінця 1980-х років почав використовуватися для проведення концертів. 23 липня 1996 року на стадіоні відбувся перший в країні концерт Deep Purple, а під час виступу Майкла Джексона з концертною програмою HIStory поля стадіону зайняла 71 тисяча шанувальників. В рамках реконструкції 1998 року поле було обладнано підігрівом, а дерев'яні лави були відповідно до міжнародних футбольними стандартами замінені на пластикові сидіння, що знизило місткість стадіону до 36,5 тисяч осіб. У тому ж році стадіон прийняв перші в історії Всесвітні юнацькі ігри. У 1999 році біля входу на північну трибуну було встановлено пам'ятник легендарному гравцеві «Динамо», найкращому голкіперу XX століття Леву Яшину.
З моменту створення «Динамо» перетворився з футбольного стадіону у великий спортивний комплекс з великою й малою спортивними аренами, системою тенісних кортів, 2 плавальними басейнами (критим з доріжками 25 метрів і відкритим з чашею 50×25 метрів), найбільшим в Європі гімнастичним залом (54×36 метра), ковзанкою 72×36 метра) і футбольно-легкоатлетичним манежем (116×66 метрів при висоті 15 метрів). З моменту спорудження манеж слугував основним тренувальним майданчиком команди в осінньо-зимовий період, згодом його поле було перепрофільовано в виключно футбольне й перетворилося на майданчик для офіційних матчів. З 1996 року манеж не використовувався, у 2003 році там були відновлені тренування команди й футбольної СДЮШОР імені Л. І. Яшина. Поступово футбол став переважаючим видом спорту, й «Динамо» потрібна була загальна реконструкція, щоб залишати стадіон діючим. 3 жовтня 2007 року мерія Москви прийняла постанову «Про комплексну реконструкцію території Центрального стадіону "Динамо"». Проєкт реконструкції був розроблений Інститутом Генплану Москви й запропонував реконструкцію самого стадіону, ряду господарських будівель, малої спортивної арени, головного адміністративного будинку й басейну, який перебував в аварійному стані. Стадіон розглядався як ймовірна арена для Чемпіонату світу з футболу, тому, відповідно до вимог ФІФА, його поле планувалося розгорнути на 90 градусів й розташувати по осі північ-південь. Завершення реконструкції стадіону було заплановано на 2011 рік, об'єктів Петровського парку — на 2012 рік. 22 листопада 2008 року в присутності 24 тисяч глядачів пройшов прощальний матч з «Томью», після чого стадіон закрився на реконструкцію.

### Основні характеристика (до реконструкції)
- Розміри поля: 105 х 68 метрів
- Місткість — 36 540 чоловік
- Трав'яний покрив — натуральний
- Освітлення: 1400 люкс (4 освітлювальних щогли)
- Табло — одне, на західній трибуні, електронне
- Розміри табла: 28 × 8,5 метрів

### Мала спортивна арена «Динамо»
Існував також стадіон МСА «Динамо» (мала арена стадіону «Динамо»), на якому проводилися матчі кубку й першості країни з футболу в різних лігах та дивизионах. На момент знесення арени в рамках загальної реконструкції комплексу та прилеглої території в 2012 році трибуни МСА (західна з козирком і східна) вміщували 8500 глядачів.

## У культурі
- «Футбольна пісенька» (рос. Футбольная песенка) (1947) Анатолія Новікова на вірші Лева Ошаніна містить рядки: «Но упрямо едет прямо на „Динамо“ / Вся Москва, позабыв о дожде».
- На стадіоні «Динамо» проходив історичний матч команд «Шайба» і «Зубило», описаний в дитячій повісті Лазаря Лагина «Старий Хоттабич». Однак у фільмі, знятому за однойменною повістю в 1956 році, фігурував стадіон імені С.М. Кірова в Ленінграді.